# Lawrence La Fountain-Stokes
Lawrence La Fountain-Stokes (San Juan, Porto Rico, 10 de abril de 1968) é um escritor, pesquisador e performista gay porto-riquenho, também conhecido como Larry La Fountain. É ganhador de vários prêmios literários e por seu trabalho com estudantes universitários hispânicos e LGBT (lésbicas, gays, bissexuais, travestis, transexuais e transgêneros) nos Estados Unidos. Atualmente mora em Ann Arbor, Michigan.

## Vida
La Fountain-Stokes nasceu e cresceu em San Juan, Porto Rico, especificamente em Miramar, um bairro tradicional localizado no distrito central de Santurce. Foi adotado ao nascer por Donald e Ramona La Fountain, e é o irmão da locutora de ESPN Michele La Fountain. Escreveu sobre suas experiências de infância num ensaio chamado "Los nenes con los nenes e las nenas con las nenas" onde descreve seu lar como bilíngüe e bicultural. No seu ensaio "Queer Diasporas, Boricua Lives: A Meditation on Sexile" também discute algumas de estas experiências de juventude.
La Fountain-Stokes recebeu sua educação primária e secundária na Academia do Perpetuo Socorro, um colégio bilíngüe porto-riquenho administrado nesse então pelas freiras da ordem das Irmãs Docentes de Notre Dame (School Sisters of Notre Dame). Se recebeu de colégio em 1986. Depois passou a estudar no Harvard College em Cambridge, Massachusetts, onde recebeu um bacharelado em artes em Estudos Hispânicos em 1991. Como parte da sua formação de graduação, La Fountain-Stokes estudou por um ano e meio na Universidade de São Paulo em Brasil (1988-89). Passou depois a obter um mestrado e doutorado em Línguas Hispânicas da Universidade Columbia em Nova York.
La Fountain-Stokes começou sua carreira como professor universitário na Universidade Estadual do Ohio (1998-1999) e depois ensinou na Universidade Rutgers, que é a Universidade Estadual de Nova Jersey, por quatro anos (1999-2003). Desde 2003, ensina estudos dos latinos nos EUA, estudos americanos, e estudos hispânicos na Universidade de Michigan, incluindo matérias sobre cultura homossexual caribenha, estudos queer, e literatura, teatro, performance e cine latino-americanos, caribenhos e latinos. Recebeu uma promoção a professor associado com permanência em 2009. Suas entrevistas em espanhol com artistas, jornalistas e acadêmicos tais como o músico e romancista uruguaio Dani Umpi e o jornalista Sam Quiñones do Los Angeles Times aparecem no canal da "University of Michigan in Spanish" em YouTube e em iTunes U.

## Obra acadêmica
A pesquisa acadêmica de La Fountain-Stokes enfoca principalmente na cultura queer porto-riquenha. No seu livro Queer Ricans: Cultures and Sexualities in the Diaspora (University of Minnesota Press, 2009), discute a migração LGBT porto-riquenha desde uma perspectiva dos estudos culturais, com capítulos sobre Luis Rafael Sánchez, Manuel Ramos Otero, Luz María Umpierre, Frances Negrón-Muntaner, Rose Troche, Erika Lopez, Arthur Aviles e Elizabeth Marrero. Queer Ricans está baseado na tese doutoral de La Fountain-Stokes, a qual escreveu sob a supervisão da professora feminista inglesa Jean Franco. O autor recebeu auspicio para este projeto em 1997 do Programa Internacional de Migração do Social Science Research Council.
No seu livro titulado Translocas: Trans Diasporic Puerto Rican Drag (University of Michigan Press, 2021), pesquisa temas sobre o teatro porto-riquenho e diaspórico, performance, e ativismo desde os anos 1960, e os vínculos entre o travestismo, modificações de sexo e gênero sexual, e deslocamentos geográficos numa zona marcada pela alta incidência de migrações. Neste projeto, La Fountain-Stokes analisa as obras de um número de performistas e ativistas contemporâneos, incluindo Sylvia Rivera, Holly Woodlawn, Nina Flowers, Freddie Mercado, Jorge Merced, Javier Cardona, Lady Catiria, Barbra Herr, Erika Lopez e Kevin Fret.
La Fountain-Stokes já publicou artigos acadêmicos em revistas como CENTRO Journal, Revista Iberoamericana, e GLQ: A Journal of Lesbian and Gay Studies, incluindo seu ensaio sobre sua viagem a Cuba, "De un pájaro las dos alas," que apareceu em GLQ em 2002 e também em Our Caribbean: A Gathering of Lesbian and Gay Writing from the Antilles, editado pelo autor jamaicano gay Thomas Glave. La Fountain-Stokes descreve a primeira parte de este artigo como uma "narrativa ou auto-etnografia ficcionalizada experimental baseada nas minhas experiências de viagem como crítico teatral porto-riquenho gay e ex-estudante de pós-graduação". Também escreveu sobre o uso de palavras de animais como pato para se referir à homossexualidade em Porto Rico e no Caribe.
La Fountain-Stokes freqüentemente publica artigos curtos em espanhol no suplemento cultural En Rojo do semanário porto-riquenho Claridad. Entre esses se encontram resenhas teatrais e literárias e ensaios sobre cultura popular, por exemplo a que escreveu sobre o ex-policial, agora ator e modelo Peter Hance. La Fountain-Stokes recolheu muitos de estes artigos curtos no seu livro Escenas Transcaribeñas: Ensayos sobre teatro, performance y cultura (Isla Negra Editores, 2018). La Fountain-Stokes freqüentemente oferece palestras em encontros profissionais e em faculdades universitárias, e já falou de seu trabalho em diversos países, incluindo Brasil, Colômbia, Cuba, México, Venezuela e Espanha. Também participa ativamente num grande número de organizações profissionais, particularmente na Modern Language Association (Associação de Línguas Modernas), na Latin American Studies Association (Associação de Estudos Latino-Americanos), na Puerto Rican Studies Association (Associação de Estudos Porto-Riquenhos), na Caribbean Studies Association (Associação de Estudos Caribenhos), e no Centro de Estudos Lésbicos e Gays (CLAGS) da Universidade da Cidade de Nova Iorque.

## Obra criativa
La Fountain-Stokes é conhecido principalmente como autor de contos, mas também publica poesia e já recebeu prêmios por suas peças de teatro. Também fez intervenções performativas, especificamente seu unipessoal Abolición del pato (2004), feito como parte do Primeiro Festival Experimental de Casa Cruz de la Luna em San Germán, Porto Rico, e depois no festival "Out Like That" do Bronx Academy of Arts and Dance. O Village Voice descreveu Abolición del pato da seguinte maneira: "This is not Avenue Q" (Isto não é a avenida Q) em referência ao uso de bonecas indígenas como marionetes para falar sobre o tema da homossexualidade porto-riquenha.
Os contos de La Fountain-Stokes apareceram em várias antologias como Bésame Mucho: New Gay Latino Fiction (1999) e Los otros cuerpos: Antología de temática gay, lésbica y queer desde Puerto Rico y su diáspora (2007). Também publicou em revistas e páginas da Internet como Blithe House Quarterly e Harrington Gay Men’s Fiction Quarterly. Seu primeiro livro de contos se chama Uñas pintadas de azul/Blue Fingernails (Bilingual Press/Editorial Bilingüe, 2009) e inclui 14 contos escritos nos anos 1990 e princípios dos 2000, alguns enquanto o autor era estudante da oficina de criação literária da importante escritora chilena Diamela Eltit.
A maior parte dos contos de La Fountain-Stokes se enfocam nas vidas e peripécias de personagens gay porto-riquenhos, e às vezes incorporam elementos de ficção científica e de literatura fantástica ou fantasia. Enrique Morales-Díaz escreveu sobre um de estes contos, "Mi nombre, masa multitudinaria" (Meu nome, massa multitudinária) descrevendo a La Fountain-Stokes como um autor "diasporican" (da diáspora porto-riquenha).
As peças teatrais de La Fountain-Stokes incluem ¡Escándalo! (2003) e Uñas pintadas de azul (2006, uma extensão do conto publicado no seu livro de contos). Ambas peças foram lidas como parte do Projeto "Asunción" auspiciado pelo Teatro Pregones do Bronx, mas não foram encenadas.

## Prêmios
- Harold R. Johnson Diversity Service Award, Escritório do Provost e do Vice-presidente Executivo para Assuntos Acadêmicos, Universidade de Michigan, Ann Arbor, 2009.[38]
- La Celebración Latina “Circle Award,” Universidade de Michigan, Ann Arbor. (Em reconhecimento pelo serviço distinguido à comunidade universitária), 2008.[39]
- ALMA (Assisting Latinos to Maximize Achievement) Appreciation Award, Universidade de Michigan, Ann Arbor, 2006.
- Lavender Graduation Award, Escritório de Assuntos Lésbicos, Gay, Bissexuais, e Transgéneros, Universidade de Michigan, Ann Arbor, 2006.
- Michigan Campus Compact Faculty/Staff Community Service-Learning Award, 2006.[40]
- Woodrow Wilson National Fellowship Foundation Career Enhancement Fellowship for Junior Faculty, 2006.
- Segundo prêmio, Asunción Playwrights Project Play Competition do Teatro Pregones, pela peça Uñas pintadas de azul, 2006.
- Membro e ganhador da bolsa de estudo do Global Ethnic Literatures Seminar, Universidade de Michigan, Ann Arbor, 2004.
- Terceiro lugar, Asunción Playwrights Project Play Competition do Teatro Pregones, pela peça ¡Escándalo!, 2003.
- Membro e ganhador da bolsa de estudo do Center for the Critical Analysis of Contemporary Culture (CCACC), Rutgers University, New Brunswick, NJ, 2001–2002.
- Social Science Research Council International Migration Program, Minority Summer Dissertation Workshop Fellowship, Verano 1997.[16]